# Rauschenbach (Preßnitz)
Der Rauschenbach ist ein linker Zufluss der Preßnitz im sächsischen Erzgebirgskreis, Deutschland.

## Verlauf

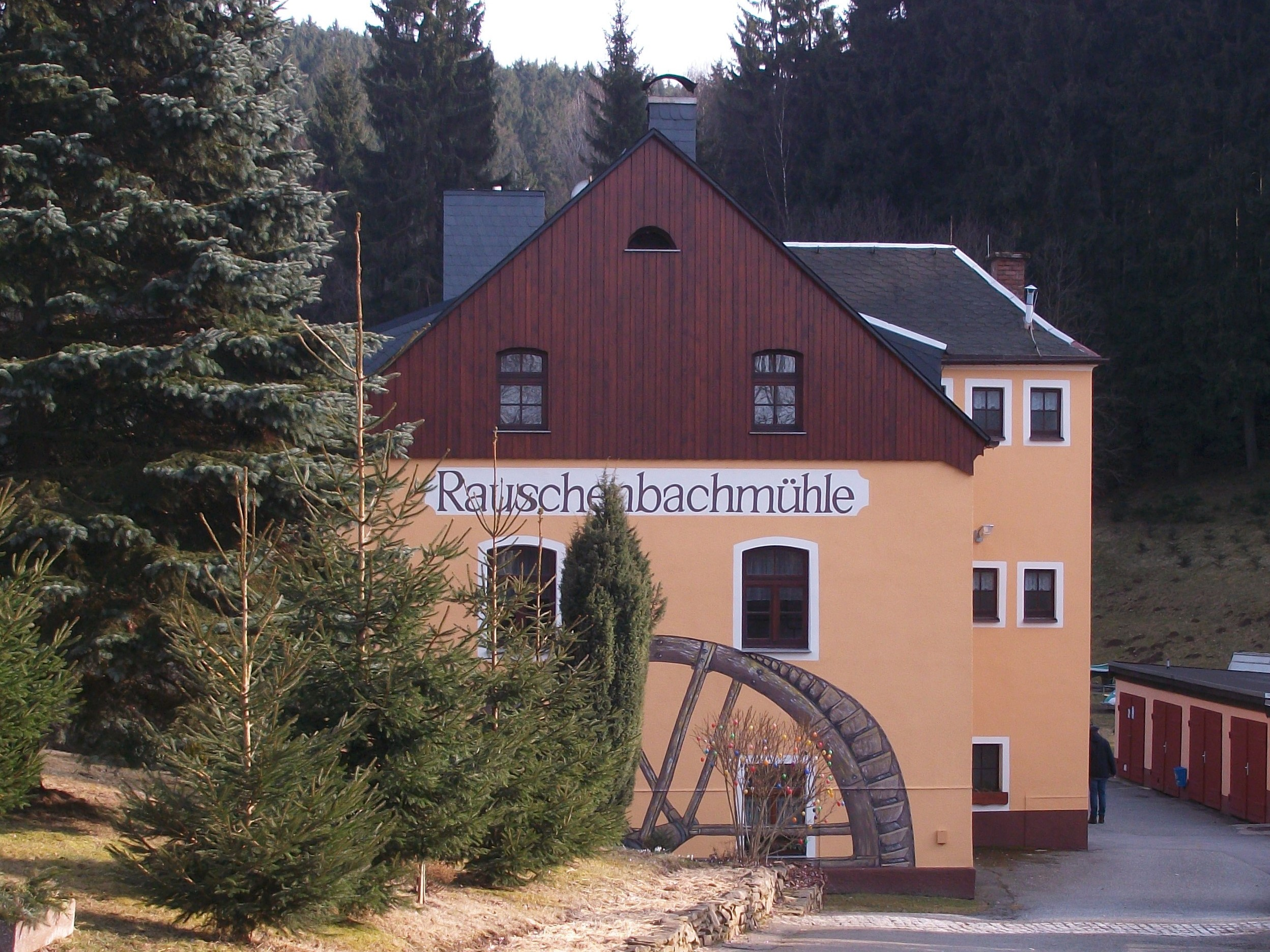
Rauschenbachmühle Arnsfeld

Der Rauschenbach entspringt im westlichen Teil von Grumbach in der Nähe der „Hauptstraße“. In Fließrichtung nach Norden passiert er bei der Siedlung Neugrumbach die „Mildenauer Straße“. Im Anschluss durchfließt der Rauschenbach das Naturschutzgebiet „Rauschenbachtal“ mit dem Naturfreundehaus Rauschenbachmühle. Im weiteren Verlauf bildet der Rauschenbach die Flurgrenze zwischen den Orten Mildenau und Arnsfeld, sodass die westlich gelegenen Häuser des „Rauschenbachwegs“ zu Mildenau gehören, obwohl sie geographisch näher an Arnsfeld liegen. Nach der Unterquerung der Staatsstraße 218 am unteren Ortsausgang von Arnsfeld fließt der Rauschenbach in kleinen Mäandern seiner Mündung in die Preßnitz im Norden von Niederschmiedeberg zu. In dem tief eingeschnittenen Flusstal im Unterlauf wird mehrmals die Straße von Arnsfeld nach Niederschmiedeberg gekreuzt.

## Naturschutzgebiet Rauschenbachtal

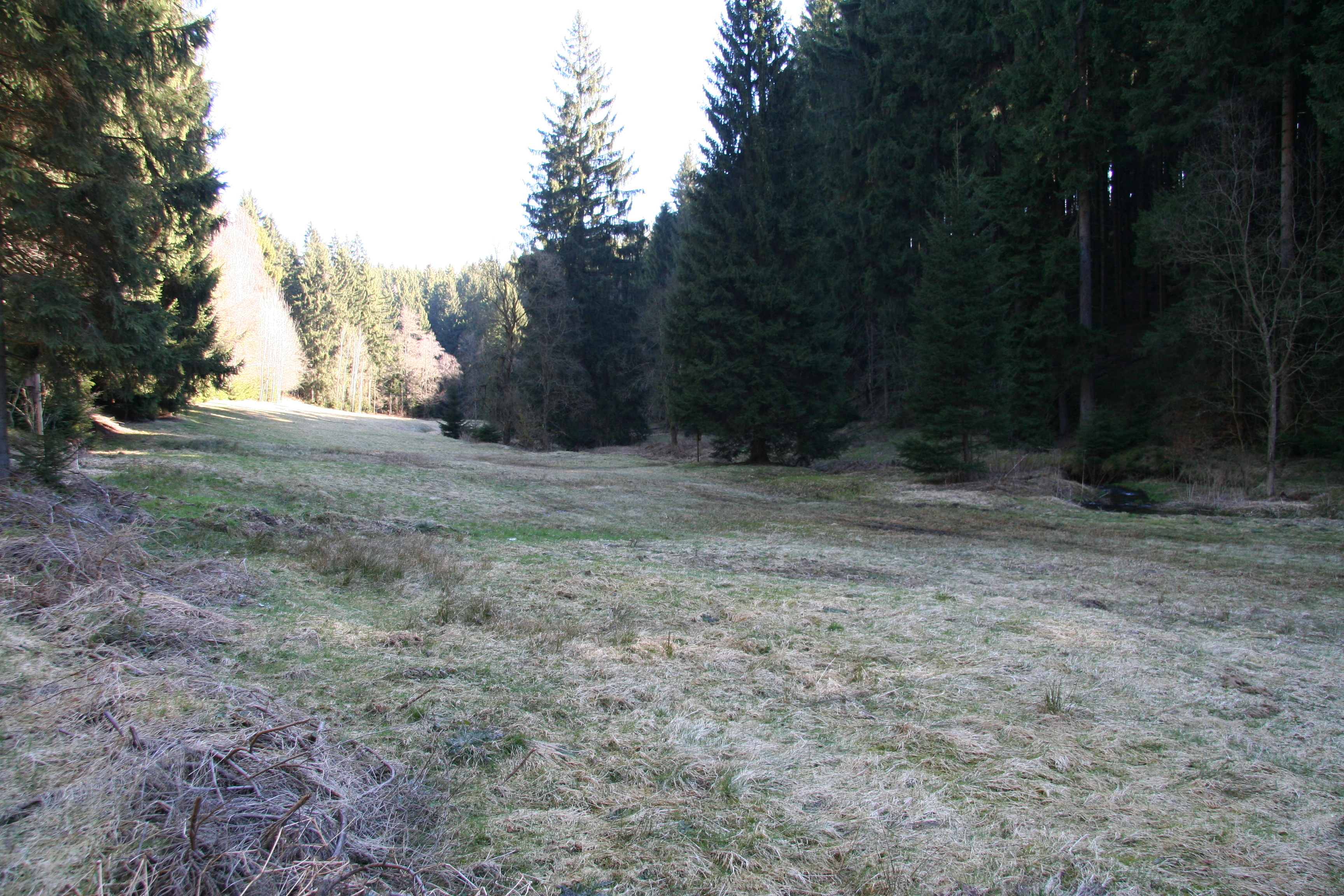
Naturschutzgebiet Rauschenbachtal

Das 41 ha große Naturschutzgebiet Rauschenbachtal erstreckt sich von der Ortslage Neugrumbach bei ca. 705 m. ü NN (Südgrenze) bis zum Arnsfelder Naturfreundehaus Rauschenbachmühle bei ca. 590 m. ü NN (Nordgrenze). Das in diesem Bereich reichhaltig strukturierte Tal des naturnahen Rauschenbaches wird durch zahlreiche seltene Lebensräume und eine einzigartige Flora und Fauna geprägt. Es besteht aus einem zusammenhängenden Waldgebiet, dass sich mit flussnahen Wiesen abwechselt. Das Naturschutzgebiet Rauschenbachtal wurde am 1. September 1995 unter Schutz gestellt. Es vereint die bisherigen Flächennaturdenkmale „Neugrumbacher Wiese“, „Mildenauer Kunstwiese“, „Uferlandschaft am Rauschenbach“, „Mooswiese“ sowie „Läusekrautwiese“. Als Teil des Fauna-Flora-Habitat-Gebietes (FFH-Gebietes) „Preßnitz- und Rauschenbachtal“ ist das NSG „Rauschenbachtal“ Bestandteil des europaweiten Schutzgebietsnetzes Natura 2000. Dem Naturschutzgebiet kommt dabei eine besondere Bedeutung beim Schutz der Lebensraumtypen „Fließgewässer mit Unterwasservegetation“, „Artenreiche Borstgrasrasen“, „Feuchte Hochstaudenfluren“, „Berg-Mähwiesen“, „Übergangs- und Schwingrasenmoore“ sowie „Erlen-Eschen- und Weichholzauenwälder“ zu.